# Cachopo (Tavira)
Cachopo es una parroquia portuguesa del concejo de Tavira, tiene 197,56 km² de área y 1.024 habitantes (2001). Densidad: 5,2 hab/km².

## Patrimonio
- Arqueosítio do Cerro do Cavaco

- Datos: Q2376176
- Multimedia: Cachopo / Q2376176